# Apoštolská nunciatura na Ukrajině
Apoštolská nunciatura na Ukrajině je oficiálním zastoupením Svatého stolce na Ukrajině se sídlem v Kyjevě. Nunciatura byla zřízena v roce 1919 papežem Benediktem XV., ale po bolševické anexi roku 1921 se nuncius Giovanni Genocchi vrátil do Vatikánu. Vztahy s nezávislou Ukrajinou byly obnoveny v roce 1992, kdy papež Jan Pavel II. obnovil brevem "Ucrainam Nationem" nunciaturu v této zemi.   

## Seznam apoštolských nunciů na Ukrajině
- Giovanni Genocchi (1920)
- Antonio Franco (1992–1999)
- Nikola Eterović (1999–2004)
- Ivan Jurkovič (2004–2011)
- Thomas Gullickson (2011–2015)
- Claudio Gugerotti (2015–2020)
- Visvaldas Kulbokas od 2021